# Relaciones Argentina-Santa Sede
Las relaciones Argentina–Santa Sede se refiere a las relaciones bilaterales entre Argentina y la Santa Sede. Francisco, quien fuera papa entre 2013 y 2025, fue anteriormente arzobispo de Buenos Aires.

## Historia
Argentina, que formaba parte del Virreinato del Río de la Plata, perdió su relación con la Santa Sede durante la Guerra de Independencia de la Argentina. Las relaciones diplomáticas se restablecieron el 17 de abril de 1840, durante la administración de Juan Manuel de Rosas. 
El papa Juan Pablo II hizo dos visitas pastorales a Argentina. La primera fue en junio de 1982, donde pidió el fin de la Guerra de las Malvinas. La segundo fue en abril de 1987, donde dio clases sobre moralidad.
El papa Juan Pablo II y el secretario de Estado de la Santa Sede, el cardenal Agostino Casaroli, actuaron como mediadores para ayudar a resolver la disputa de Argentina con Chile por el Canal Beagle. Después de que los dos países se pusieron a la guerra en 1978, Juan Pablo II se interesó en resolver la disputa, lo que llevó a que las conversaciones entre Chile y Argentina fueran mediadas por la Santa Sede y el ministro de Relaciones Exteriores argentino Dante Caputo y el canciller chileno Jaime Del Valle emitiendo una declaración conjunta de paz y amistad con la intención de desarrollar un tratado final para resolver la soberanía en el canal.
A principios de 2008, la presidenta argentina Cristina Fernández de Kirchner designó a Alberto Iribarne como embajador de Argentina ante la Santa Sede. La Santa Sede se negó a aceptarlo como embajador porque estaba divorciado. Después de diez meses de malas relaciones, durante los cuales Argentina se negó a nombrar a un nuevo candidato y la Santa Sede se negó a aceptar Iribarne, Argentina cedió y nombró a Juan Pablo Cafiero al cargo, que la Santa Sede rápidamente ratificó. En marzo de 2013, el Papa Francisco Jorge Mario Bergoglio, arzobispo de Buenos Aires fue elegido Papa.
En abril de 2025, el presidente Javier Milei asistió al funeral del Papa Francisco en el Vaticano.

## Misiones diplomáticas residentes
- Argentina tiene una embajada ante la Santa Sede en Roma.
- Santa Sede tiene una Nunciatura Apostólica en Buenos Aires.

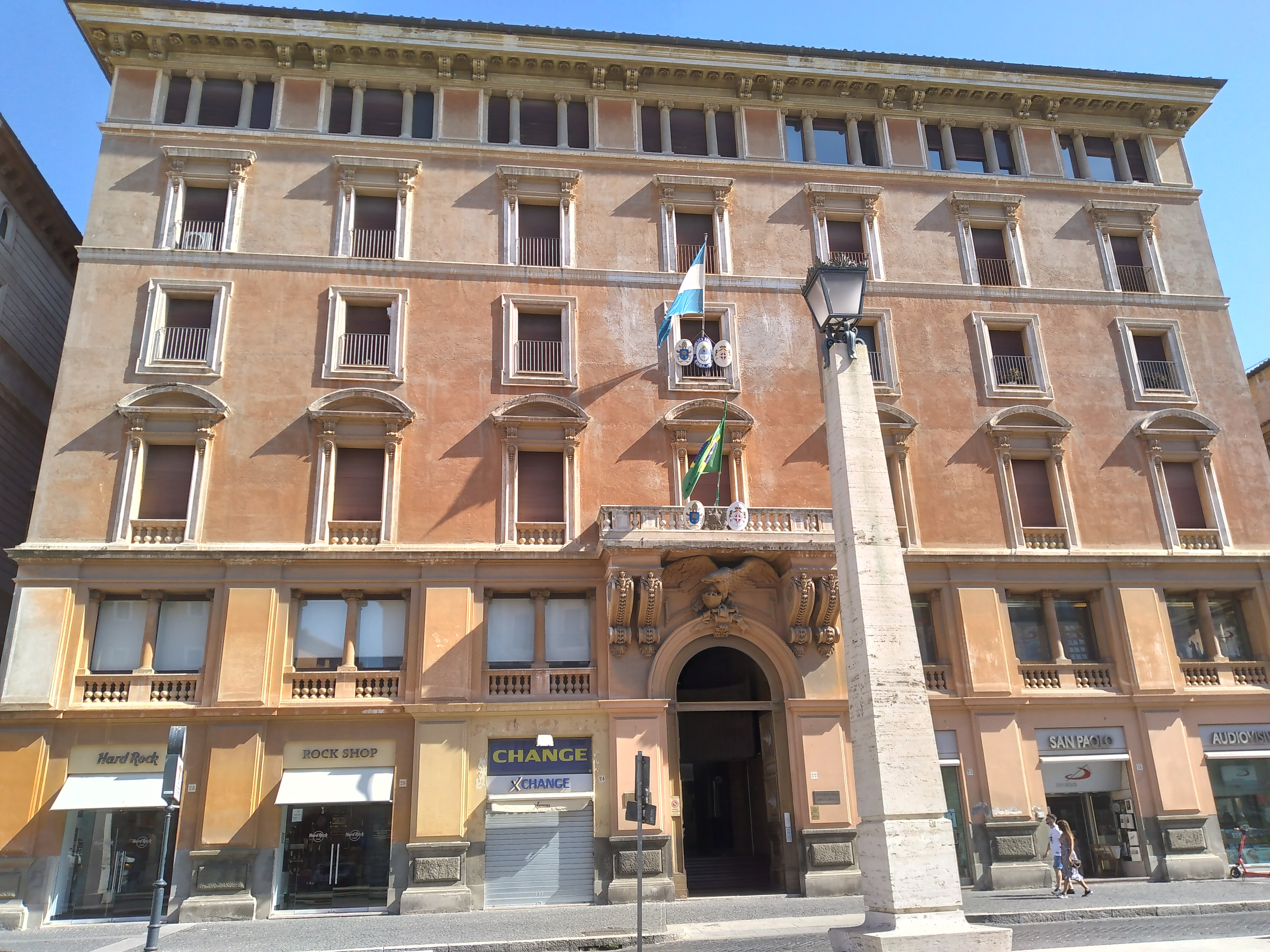
Embajada de Argentina ante la Santa Sede en Roma
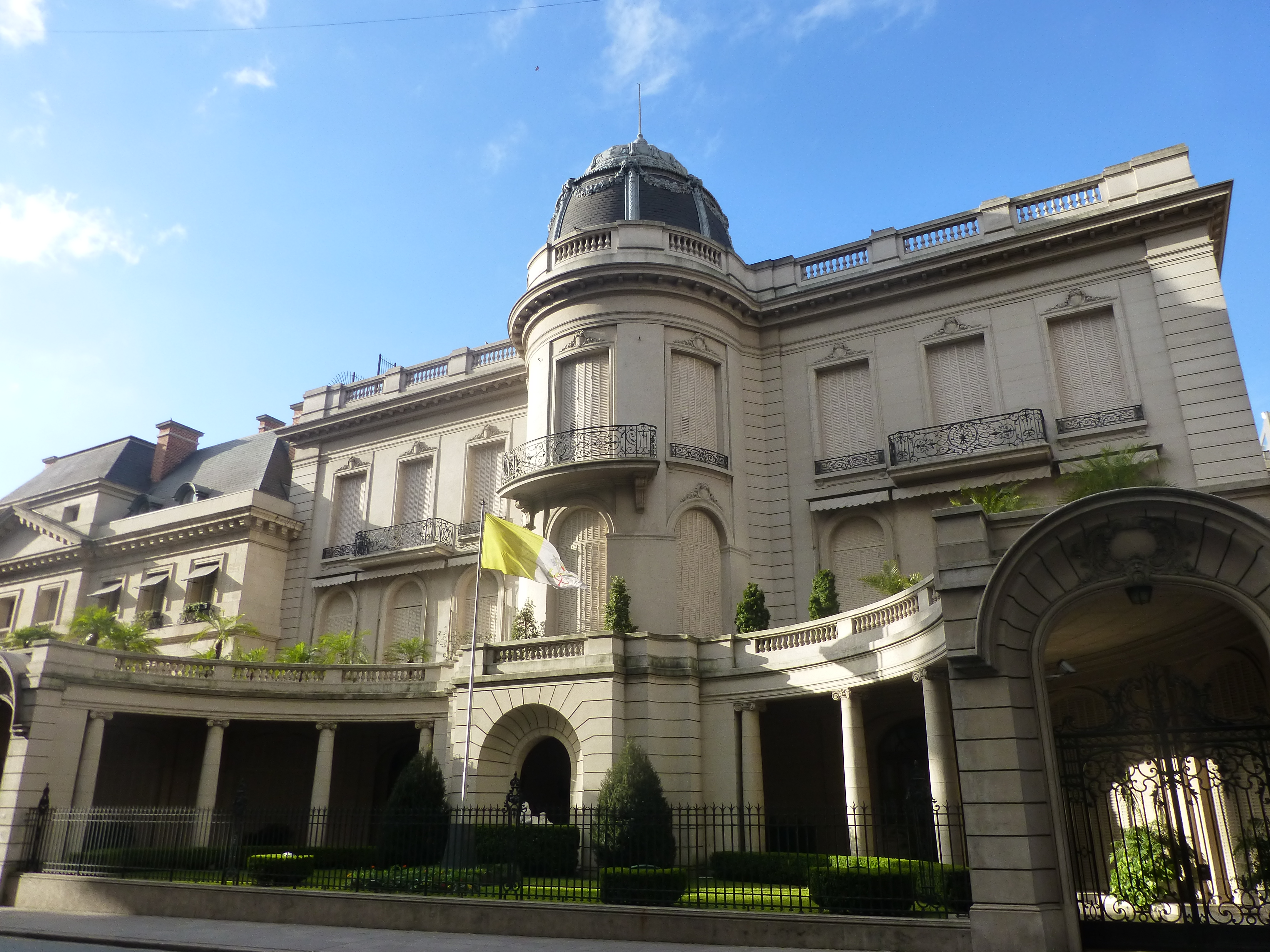
Nunciatura Apostólica en Buenos Aires